# Sidsjöbron
Sidsjöbron är en bro som utgör Paviljongvägens sträckning över Sidsjöbäcken mellan Sidsjö och Sidsjöhöjd i Sundsvall.